# Thierry Jordan
Pour les articles homonymes, voir Jordan.
Thierry Jordan, né le 31 août 1943 à Shanghai en Chine, est un évêque français, archevêque de Reims de 1999 à 2018.

## Biographie

### Jeunesse et formation
Membre des familles Jordan et Casimir-Perier, il est notamment un parent de sainte Philippine Duchesne.
Sorti du lycée Hoche à Versailles, Thierry Jordan entre au grand séminaire de Versailles puis à l'Institut catholique de Paris où il obtient une licence canonique de théologie. Il est ordonné prêtre le 17 décembre 1966 pour le diocèse de Versailles avant d'être envoyé à Rome à l'Institut de spiritualité de l'Université pontificale grégorienne.

### Prêtre
Il a exercé son ministère sacerdotale en alternance en France et en Italie. Après une première nomination à Saint-Cyr-l'École aussitôt après son ordination, il a été chapelain de Saint-Louis-des-Français à Rome pendant ses études universitaires. 
Puis il revient pendant trois ans à Versailles, de 1969 à 1972, comme vicaire à Saint-Symphorien et professeur au grand séminaire de Versailles avant de repartir jusqu'en 1980 au Vatican, à la Secrétairerie d'État où il a été plus particulièrement secrétaire du cardinal Jean Villot, secrétaire d'État (1975-1979).
De retour en France, il est curé de la paroisse Sainte-Marguerite du Vésinet avant de devenir, en 1984, vicaire épiscopal pour la zone de Saint-Quentin-en-Yvelines.
Le 3 juin 1986, le Père Jordan devient vicaire général du diocèse de Versailles tout en conservant la responsabilité de la zone de Saint-Quentin en Yvelines.

### Évêque
Nommé évêque coadjuteur d'André Rousset, évêque de Pontoise, le 6 octobre 1987, il est consacré à la cathédrale Saint-Maclou de Pontoise le 13 décembre 1987 de la même année et succède à André Rousset le 19 novembre 1988. 
Il prend la présidence de commission épiscopale des États religieux de la conférence des évêques de France en 1993. 
Il est élu pour participer au synode des évêques de 1994.
Il est nommé archevêque de Reims le 20 juillet 1999. Il prend possession de sa charge le 26 septembre 1999 succédant à Gérard Defois, nommé Archevêque-évêque de Lille le 2 juillet 1998.
Il a exercé et exerce encore de nombreuses responsabilités au sein de la Conférence des évêques de France : il a été membre du secrétariat pour les Relations avec l'Islam de 1987 à 1991, membre de la Commission épiscopale de la vie consacrée de 1987 à 1993, Président de cette même Commission de 1993 à 1996, Président du Comité canonique de 1990 à 2004 et membre de la Commission épiscopale des ministères ordonnés.
Le 25 août 2014, à l'occasion du 250e anniversaire de la ville de Saint-Louis (Missouri), il est invité aux commémorations, aux côtés du prince Louis de Bourbon, par Edward Rice. Les célébrations ont alors lieu au sanctuaire Sainte-Philippine-Duchesne de Saint-Charles.

## Distinctions
- Chevalier de la Légion d'honneur (décret du 31 décembre 2006[4])